# Northridge (Los Angeles)
Northridge ist ein Stadtteil der kalifornischen Metropole Los Angeles und liegt im Nordwesten des San Fernando Valley.

## Geographie
Northridge grenzt an Granada Hills, Chatsworth, North Hills, Reseda, Porter Ranch und Winnetka.

## Geschichte
Northridge hieß bis 1938 North Los Angeles. Die Namensänderung wurde von Carl Dentzel, dem Direktor des Southwest Museums von Los Angeles, angeregt.
1994 kam es zu einem starken Erdbeben, dem Northridge-Erdbeben.

## Persönlichkeiten

### Söhne und Töchter der Stadt
- Bob Skube (* 1957), Baseballer[1]
- Jenilee Harrison (* 1958), Schauspielerin
- Jackie Earle Haley (* 1961), Schauspieler
- Debbi Peterson (* 1961), Rockmusikerin
- Arianne Zucker (* 1974), Schauspielerin[2]
- Kristine Quance (* 1975), Schwimmerin
- Lori Beth Denberg (* 1976), Schauspielerin[3]
- Brian Vranesh (* 1977), Golfprofi
- Mike Houghton (* 1979), Footballer[4]
- Jamie Lynn (* 1981), Pornodarstellerin und Model
- Azura Skye (* 1981), Schauspielerin
- Matt Cassel (* 1982), Footballer
- Alyssa Diaz (* 1985), Schauspielerin
- Danny Worth (* 1985), Baseballer
- Clay Matthews (* 1986), Footballer
- Logan Paulsen (* 1987), Footballspieler
- Ariane Andrew (* 1987), Wrestlerin
- Brooke Abel (* 1988), Synchronschwimmerin
- Ryan Kalish (* 1988), Baseballer
- Casey Matthews (* 1989), Footballer[5]

### Persönlichkeiten mit Bezug zur Stadt
- Arthur Hunnicutt (1910–1979), Charakterdarsteller
- Patty Andrews (1918–2013), Sängerin
- X Brands (1927–2000), Schauspieler
- Bob Brunner (1934–2012), Produzent und Drehbuchautor[6]
- Lane Smith (1936–2005), Schauspieler
- Richard Pryor (1940–2005), Komiker
- Alphonse Mouzon (1948–2016), Jazzmusiker
- Brian Grazer (* 1951), Film- und TV-Produzent
- Nancy Cartwright (* 1957), Synchronsprecherin
- Linda Chisholm (* 1957), Volleyball- und Beachvolleyballspielerin
- Vicki Peterson (* 1958), Rockmusiker
- Duffy Waldorf (* 1962), Golfprofi
- Jarron Collins (* 1978), Basketballer
- Jason Collins (* 1978), Basketballer